# Легкі кроки
«Легкі кроки» — радянський телефільм 1989 року, знятий режисером Оленою Машкарою на студії «Укртелефільм».

## Сюжет
За мотивами казок Веніаміна Каверіна «Легкі кроки», «Містечко Немухін», «Багато добрих людей та один заздрісник». Дія фільму відбувається в казковому місті Немухіні, де чиновники, які захопили владу, «скасовували» доброту, казки і дива.

## У ролях
- Михайло Єремєєв — Ніл Сократович, казкар, який створив Снігуроньку
- Юрій Пузирьов — Старий Трубковий Майстер, друг казкаря
- Світлана Скурчинська — Снігуронька Настя
- Тетяна Окуневська — Зоя Микитівна Фетяска
- Олена Андерегг — Фекла Микитівна Фетяска
- Ернст Романов — Лопшин, дядько Костя, племянник сестер Фетяска (роль озвучил другой артист)
- Еміль Панасюк — Петька, племінник дядька Кістки
- Георгій Тейх — Трохим Пантелійович Лісовик, друг сестер Фетяска
- Дмитро Писаренко — пекар
- Іван Рижов — Тулупов, колишній Дід Мороз, директор міського інституту Вічного Льоду (озвучив інший артист)
- Борис Александров — радник Тулупова
- Степан Донець — радник Тулупова
- Володимир Головін — Наймудріший (озвучив інший артист)
- Микола Малашенко — помічник Наймудрішого
- Станіслав Молганов — помічник Наймудрішого
- І. Жеребко — помічник Наймудрішого
- Олександр Пархоменко — помічник Наймудрішого
- Юрій Рудченко — помічник Наймудрішого
- Юля Кравченко — Лора, дочка Наймудрішого
- Віктор Черняков — Лука Лукич Мило / заступник директора Тулупова
- Олена Машкара — тітка на площі
- Олександр Толстих — другий пекар
- Анатолій Юрченко — юрист Немухіна
- Юрій Бєлов — корінний мешканець Немухіна
- Ірина Івінська — корінна мешканка Немухіна
- Микола Горшков — корінний мешканець Немухіна
- Г. Купріянова — корінна мешканка Немухіна
- А. Ломакін — корінний мешканець Немухіна
- Є. Румянцева — корінна мешканка Немухіна

## Знімальна група
- Режисер — Олена Машкара
- Сценаристи — Віктор Єрофєєв, Олена Машкара
- Оператор — Олександр Мазепа
- Композитор — Олександр Осадчий
- Художник — Олександр Зарецький